# Russ
Russ je občina v departmaju Bas-Rhin francoske regije Alzacija.
Leta 1990 je v občini živelo 1 113 oseb oz. 96 oseb/km².